# Projekt 941
Das Projekt 941 „Akula“ (russisch Акула [ɐˈkuɫə] = „Hai“), von der NATO als Typhoon-Klasse bezeichnet, war eine in der Sowjetunion für die sowjetische Marine entwickelte Reihe von U-Booten mit ballistischen Raketen. Außerhalb der Staaten des ehemaligen Warschauer Vertrages blieb die sowjetische Bezeichnung der Klasse zunächst jedoch weitgehend unbekannt, so dass ihre NATO-interne Bezeichnung geläufiger war.
Die Boote dieses Projekts waren die größten jemals gebauten U-Boote. Die NATO-Bezeichnung „Typhoon“ ist einer Debatte zwischen Leonid Breschnew und Gerald Ford in Wladiwostok aus dem Jahr 1974 entnommen, in der Breschnew die Entwicklung eines Waffensystems mit dem Namen als Reaktion auf die geplante Einführung der US-amerikanischen Ohio-Klasse ankündigte.

## Planung und Bau
1972 begannen im „Rubin“-Entwicklungsbüro in Leningrad unter der Leitung von Sergei Nikitich Kowalew die Planungsarbeiten an einem neuen U-Boot-Typ der sowjetischen Marine, der einen neuen Typ von Interkontinentalrakete tragen sollte. Die Spezifikationen der zukünftigen Rakete waren erst zum Teil festgelegt worden, denn ihre eigentliche Entwicklung begann erst im folgenden Jahr.
Die Raketen mit ihrem zu erwartenden hohen Eigengewicht und entsprechenden Abmessungen in ausreichender Anzahl in einem U-Boot unterzubringen, erwies sich als Problem, da die bisherigen U-Boote mit Interkontinentalraketen der Sowjetunion, die Projekte 667A und 667B, nach einem immer gleichen Prinzip geplant worden waren: Ein Druckkörper mit einem Turm im vorderen Drittel und nachfolgend zwei Reihen von Raketensilos. Dieses Konstrukt auch bei der R-39-Rakete anzuwenden hätte bedeutet, die Boote so zu verlängern, dass sie die meisten Häfen und Docks nicht mehr hätten nutzen können. So entschied sich Kowalew dafür, zwei parallele Druckkörper zu verwenden und den nötigen Auftrieb für Projekt 941 nicht durch eine Erhöhung der Länge, sondern durch eine Verbreiterung zu erreichen.
Das neue Projekt wäre so in der Lage gewesen, 24 der neuen R-39-Raketen zu tragen, jedoch wurde die Zahl vom Admiral der Flotte der Sowjetunion Sergei Gorschkow per Dekret auf 20 begrenzt.
Nachdem das erste Boot von Projekt 941 schon 1976 in der Werft von Sewerodwinsk auf Kiel gelegt worden war, wurde der D-19-Raketenkomplex in Kombination mit der R-39-Rakete erst 1984 von der Marine als zufriedenstellend akzeptiert.
Kosten
Aus ihrer schieren Größe und der Verwendung von modernen Technologien resultierte eine enorme Bindung von sowjetischen Arbeitskräften und Rohstoffen. So enthält jedes Boot des Projekts 941 rund 9000 Tonnen teures und schwer zu verarbeitendes Titan. Allein 1219 Mitarbeiter der Werft 402 „Sewmasch“ wurden nachträglich für die Teilnahme an Bau und Entwicklung des Projekts von der Sowjetunion mit Orden ausgezeichnet. Mehr als 1000 verschiedene Betriebe, Unternehmen und wissenschaftliche Institute waren an Planung, Bau und Ausrüstung der Boote beteiligt.

## Technik

Querschnitte

### Rumpf

Schematische Seitenansicht eines Unterseeboots Projekt 941

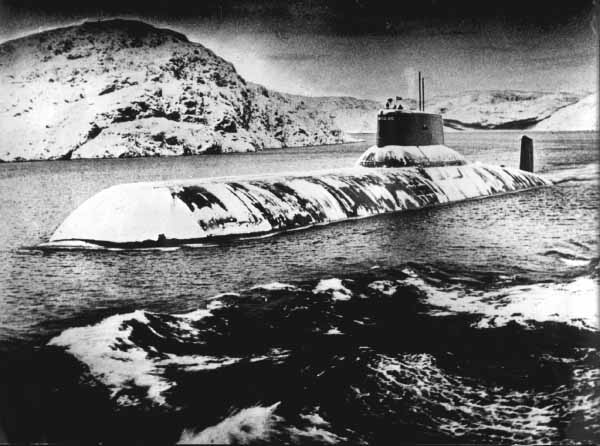
Ein mit Schnee und Eis bedecktes Boot Projekt 941. Die Umrisse der Auftauchkammer neben dem Turm zeichnen sich leicht durch eine fehlende Bedeckung mit Eis an ihrer Außenkante ab.

Projekt 941 ist 172,8 Meter lang und es verdrängt bei Tauchfahrt rund 48.000 t Wasser. Der Rumpf besteht aus einer äußeren Hülle aus Stahl, die zwei nebeneinanderliegende zylindrische Druckkörper aus Titan beinhaltet, die sich nahezu über die gesamte Bootslänge erstrecken. Diese begehbaren Druckkörper haben einen Durchmesser von jeweils bis zu 7,2 Metern und beherbergen die Unterkünfte und den Großteil der technischen Systeme. Ein dritter kurzer Druckkörper ist mittig auf die beiden anderen aufgesetzt und beinhaltet auf zwei begehbaren Decks die Kommandozentrale des Bootes, den Funkraum und verschiedene Computersysteme.
Um die Torpedorohre am Bug und die Ruderkontrollen am Heck trotz der beiden parallelen Druckkörper in der Mitte – also auf der Längsachse von Projekt 941 – platzieren zu können, baute man an Bug und Heck jeweils einen weiteren zylindrischen Druckkörper zwischen die beiden Hauptdruckkörper, so dass insgesamt zwei große und drei kleinere Druckkörper das begehbare Innere der Boote bilden. Ein Unfall, bei dem eine Explosion im Torpedoraum einen Großteil des dahinterliegenden Druckkörperinneren zerstört, wie es der Kursk passierte, kann so bei Projekt 941 nicht vorkommen. Wenn sämtliche Schotten im Boot geschlossen sind, bilden sich insgesamt 19 wasserdichte Abteilungen.
Die zwanzig Startbehälter für die Interkontinentalraketen befinden sich zwischen Bug und Turm der Boote. Sie sind zwischen den beiden Hauptdruckkörpern eingelassen und zum Schutz der Raketen vor Schäden durch Wasserdruck und Salzwasser selbst so konstruiert, dass der Druck in ihrem Inneren konstant gehalten wird.
Die Boote des Projekts 941 verfügen über zwei Auftauchkammern am Fuß des Turmaufbaus, die die gesamte Besatzung im Notfall sicher an die Oberfläche tragen können. Diese Rettungskapseln befinden sich an Backbord und Steuerbord und können vom jeweiligen Hauptdruckkörper aus betreten werden.
Projekt 941 ist so konstruiert, dass es rund 48 % mehr statischen Auftrieb erzeugen kann, als notwendig wäre, um das Boot am Sinken zu hindern. Bei der US-amerikanischen Ohio-Klasse sind es dagegen nur 15 %, so dass Projekt 941 im Fall von Beschädigungen weit mehr Wasser aufnehmen kann als sein Gegenstück, bevor es sinkt.
Zur Dämmung der Geräuschemissionen wurden bestimmte Maschinen und Installationen von der Druckkörperhülle entkoppelt, indem sie auf Gummischichten gelagert wurden. Der gesamte Rumpf wurde zudem an seiner Außenseite mit einer Schicht aus geräuschdämmenden Kacheln verkleidet.

### Konstruktionsprobleme
Projekt 941 ist, wie die meisten U-Boote mit ballistischen Raketen aus der Ära des Kalten Krieges, für das Auftauchen unter arktischem Eis und den Durchbruch durch Eisdecken von bis zu zwei Metern Dicke konstruiert. Der Einsatz unter dem Eis erlaubt einerseits, die Eisdecke als Schutz vor Entdeckung aus der Luft zu nutzen, und andererseits kann die Geräuschkulisse der aneinander schrammenden Eisschichten benutzt werden, um das eigene Boot vor passiver Sonarortung durch andere U-Boote zu verbergen. Für das Durchbrechen der Eisdecke mussten die Konstrukteure besonders den Turm und den Bug von Projekt 941 verstärken, denn das Eis wird beim Auftauchen mit dem Bug voran durchbrochen.
Die Position des Brückenturms hinter den Raketensilos und damit hinter der Schiffsmitte machte die Kombination von Tiefenrudern am Turm und am Heck, wie sie bei den kleineren Booten des vorangegangenen Projekts 667 und auch bei der US-amerikanischen Ohio-Klasse vorkam, für Projekt 941 unmöglich, da die Boote so kaum auf Änderungen der Ruderstellung reagiert hätten. Um den schweren Booten dennoch in kurzer Zeit den Wechsel von einer Tiefe in eine andere zu erlauben, musste man diese Ruder am Bug und am Heck installieren, wie es sonst beim Bau von Jagd-U-Booten gehandhabt wird.
Die Nachteile des Fehlens der Ruder am U-Boot-Turm, die eine unterstützende Wirkung entfalten, wenn ein U-Boot in der Schwebe gehalten werden soll (beispielsweise vor einem Raketenstart) und die ebenfalls Störgeräusche reduzieren, da sie weit vom Sonarsystem im Bug entfernt liegen, mussten bei Projekt 941 von anderen Systemen ausgeglichen werden. Zudem mussten die Tiefenruder am Bug so konstruiert werden, dass sie eingezogen werden konnten, bevor das Boot eine Eisdecke durchbricht oder in einem Hafen manövriert, um so deren Beschädigung zu vermeiden. Neben einer schnelleren Reaktion auf Änderung der Ruderstellung liegt ein Vorteil von Tiefenrudern am Bug in der Verringerung des Widerstandes, da der Turm ohne die Rudermechanik kleiner konstruiert werden kann und sich die erreichbare Geschwindigkeit entsprechend erhöht.
Ein weiteres Problem stellte der enorme Tiefgang der Boote in aufgetauchtem Zustand dar. Er beläuft sich auf 11 Meter, was für viele militärische Häfen als zu tief erachtet wurde. Aus diesem Grund bauten die Konstrukteure eine Reserve ein, die es erlaubt, beim Einlaufen in Häfen oder flache Gewässer die Boote über die Wasserlinie hinaus durch das Auspumpen von zusätzlichem Ballastwasser zu leichtern.

### Antrieb
Die Energieversorgung von Projekt 941 stützt sich auf je einen Reaktorkomplex OK 650B in jedem Druckkörper. Damit hat jedes Boot zwei Druckwasserreaktoren innerhalb der Komplexe. Sie sind mit einer vom Batteriestrom unabhängigen Kühlung ausgestattet und haben Abschaltautomatiken, die die Steuerstäbe auch dann noch zwischen die Brennelemente des Reaktors schieben können, wenn das Boot kieloben liegt.
Die Reaktoren mit einer thermischen Leistung von jeweils 190 MWth werden zur Dampferzeugung eingesetzt. Mit dem Dampf werden zwei GTSA-Turbinen mit jeweils 45.000 bis 50.000 PS (33 bis 37 MWeff) Leistung angetrieben, die je auf eine der beiden Wellen wirken, die die beiden siebenflügeligen Impeller bewegen. Im Tauchbetrieb können so bis zu 25 Knoten (46 km/h) erreicht werden, an der Oberfläche, an der die beiden Impeller nicht komplett unter Wasser liegen, sinkt die Spitzengeschwindigkeit entsprechend auf 12 Knoten (22 km/h). Die beiden Impeller sind mit einem Gehäuse umschlossen, das sie beim Auftauchen vor Schäden durch Eis schützen soll. Jeder Impeller hat einen Durchmesser von 5,55 Metern.
Alternativ zu den beiden Reaktoren stehen zwei Schiffsdieselgeneratoren für die Stromerzeugung zur Verfügung, die je 800 kW leisten.
Die Boote der Klasse haben Manövrierantriebe mit geringer Leistung, um sich in Häfen oder anderen Umgebungen, in denen sie die Impeller ihres Hauptantriebes nicht benutzen können, zu bewegen. Die beiden Elektromotoren dieser Antriebe leisten je 190 kW. Sie sind an der Rumpfunterseite an Bug und Heck montiert.

### Reichweite und Tauchzeit
Projekt 941 unterliegt durch seinen nuklearen Antrieb keinen Reichweitenbeschränkungen. Lediglich die mitgeführten Vorräte an Nahrungsmitteln und Verbrauchsgütern für die Besatzung begrenzen die Einsatzdauer der Boote auf geschätzte 120 Tage.
Diese theoretische Einsatzdauer bestätigte sich 1984, als TK-208 121 Tage ohne Unterbrechung getaucht operierte. Der bisherige Rekord, der vom britischen U-Boot HMS Warspite 1983 mit 111 Tagen ununterbrochener Tauchzeit aufgestellt worden war, wurde damit um zehn Tage überboten.

### Besatzung
Projekt 941 hat eine Besatzung von 160 Seeleuten, davon sind 52 Offiziere. Sämtliches Personal ist in Kabinen untergebracht, wobei keine Kabine mehr als vier Kojen enthält. Für die zu erwartenden langen Einsatzzeiten befinden sich Ruheräume mit Grünpflanzen, Krafträume mit Fitnessgeräten, ein Solarium und eine Sauna mit Tauchbecken an Bord.

### Bewaffnung
Die Hauptbewaffnung von Projekt 941 besteht aus 20 R-39-Interkontinentalraketen, die in separaten Silos paarweise entlang der Längsachse der Boote aufgestellt waren. Die Waffe, von der Sowjetunion als R-39 und in den START-Verträgen als RSM-52 bezeichnet, war an Bord als Teil des D-19-Raketenkomplexes verbaut. Jede Rakete konnte bis zu zehn Mehrfachsprengköpfe 8.300 Kilometer weit tragen und erreichte mit ihrem Startbehälter ein Gewicht von 90 Tonnen.
Das Beladen der Boote mit den schweren Raketen war ein logistisches Problem, da dafür sowohl ein spezieller Anleger für ein Boot dieser Größe als auch ein Kran mit ausreichender Kapazität an einem Ort notwendig sind. Deshalb entschied man sich, auch ein Schiff zu bauen, das die Interkontinentalraketen transportieren und sie an Boote des Projekts 941 übergeben konnte. Die Alexander Brykin mit rund 16.000 Tonnen Verdrängung wurde zu diesem Zweck in Leningrad mit der Projektnummer 11570 gebaut. Sie kann 16 R-39-Raketen transportieren und mit dem bordeigenen 150-Tonnen-Kran an U-Boote übergeben.
Die Umrüstung eines einzelnen Projekt-941-Bootes auf die RSM-56-Bulawa-Interkontinentalrakete war von der russischen Marine 2005 bekanntgegeben worden. Die Marine hatte dazu zuvor das Boot TK-208 Dmitri Donskoj für das Tragen der RSM-56 umgebaut. Die knapp 37 Tonnen schwere Rakete besitzt eine Reichweite von bis über 8.000 Kilometern und kann bis zu zehn Mehrfachsprengköpfe mit je 100–150 Kilotonnen Sprengkraft tragen. Die Erprobungen der Bulawa-Rakete auf Projekt 941 waren zwischen den Jahren 2006 und 2010 durch zahlreiche Fehlschläge gekennzeichnet.
Projekt 941 ist mit sechs Torpedorohren mit einem Durchmesser von je 533 mm zur Selbstverteidigung ausgerüstet. Der Torpedoraum befindet sich im vorderen Abteil und verfügt über eine automatische Vorrichtung für beschleunigtes Nachladen. Rund 20 Waffen können für die Rohre mitgeführt werden, neben Torpedos auch Marschflugkörper vom Typ RPK-2 Wijuga oder Minen.
Damit sich die Besatzung an der Oberfläche gegen Flugzeuge und Hubschrauber verteidigen kann, werden im Turm acht schultergestützte Flugabwehrraketen vom Typ 9K38 Igla in druckfesten Containern mitgeführt.

### Sensoren und Kommunikation

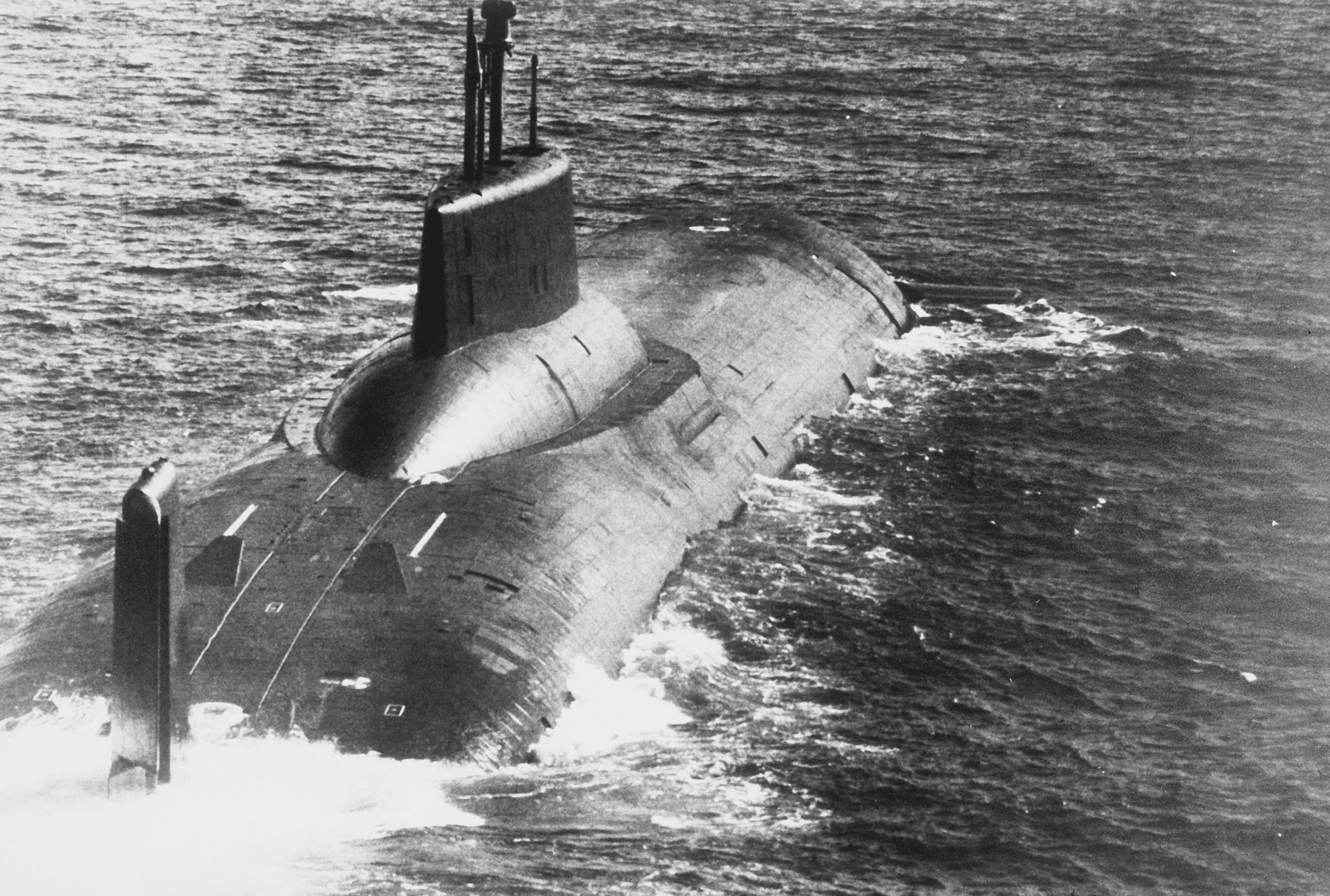
Heckansicht von Projekt 941. Die Klappen über den Schleppantennen sind durch eine weiße Markierung gekennzeichnet.

Projekt 941 ist mit einem Sonarsystem vom Typ MGK-501 „Skat-KS“ ausgerüstet. Die Hauptphalanx dieses Systems ist eine zylindrische Struktur, die unterhalb der Torpedorohre in der Bugspitze untergebracht ist. Das System kann aktiv oder passiv betrieben werden, um das umgebende Meer nach Kontakten abzusuchen. Das Skat-System wurde ab 1978 als erstes Sonarsystem, das sich auf Computertechnologie zur Datenverarbeitung stützt, in U-Boote der Sowjetunion eingebaut. Es kann bis zu zwölf Kontakte gleichzeitig verfolgen.
Neben Projekt 941 wird das „Skat-KS“ auch auf Projekt 949 verwendet. Subsysteme des Sonarsystems sind das MG-519-„Arfa“-Hochfrequenzsonar, das im Nahbereich Minen oder Hindernisse aufspüren kann, ein MG-518-Tiefenmesser und ein Kanal für Akustische Unterwassertelefonie. Berichten zufolge erhielten die beiden letzten Boote der Klasse, TK-17 und TK-20, während ihres Baus als Ergänzung des „Skat-KS“ zusätzlich seitlich ein passives Schleppsonar vom Typ „Pelamida“ (russisch:„Пеламида“) (NATO: Shark Tail), das an der Steuerbordseite im Rumpf montiert ist.
- Nach ihrem langwierigen Umbau, der sich bis 2002 hinzog, trägt das Boot TK-208 als einziges des Projekts 941 das digitale MGK-540-„Skat-3“-Sonarsystem.

Innerhalb des Turmes von Projekt 941 befinden sich ausfahrbare Masten, die weitere Sensoren und Beobachtungsperiskope tragen, die sich wie folgt zusammensetzen:
- Radar – MRKP-58 „Radian“ (NATO-Bezeichnung: „Snoop Pair“) zur Ortung von Luft- und Überwasserkontakten, alternativ das Modell MRKP-59 „Radian-U“ (NATO-Bezeichnung: „Snoop Half“)
- ESM-System MRP-21A „Saliw-P“ zur Erkennung und Ortung fremder Radarsignale.
- Beobachtungsperiskop „Signal-3“ (russisch: Сигнал-3)[9] oder „Kutum“ (russisch: Кутум)
- Kommandantenperiskop „Schwan-21“ (russisch: лебедь-21)[9]

Weitere ausfahrbare Masten im Turmaufbau tragen Antennen des Kommunikations- und Navigationssystems:
- Sender- und Empfängerantennen des Kommunikationssystems „Molnija-MS“
- Empfänger „Sintes“ für die Satellitennavigation des „Tobol-941“-Navigationssystems

Zusätzlich befindet sich in der Mitte des Turms ein ausfahrbarer optischer Sensor „Saljut“ (russisch Салют). Jedes Boot verfügt auf der Rumpfoberseite unmittelbar hinter dem Turm über zwei Luken, unter denen sich Schleppantennen des Typs „Parawan“ verbergen, die im Tauchbetrieb ausgesetzt werden können, um Langreichweitenkommunikation auf extrem niedriger Frequenz zu ermöglichen.

## Einheiten des Projekts 941

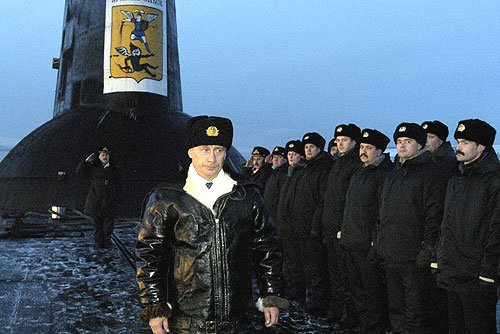
Wladimir Putin schreitet im Jahr 2004 eine Formation von Seeleuten auf dem Vordeck der Archangelsk (TK-17) ab. Das Stadtwappen ist am Turm zu erkennen.

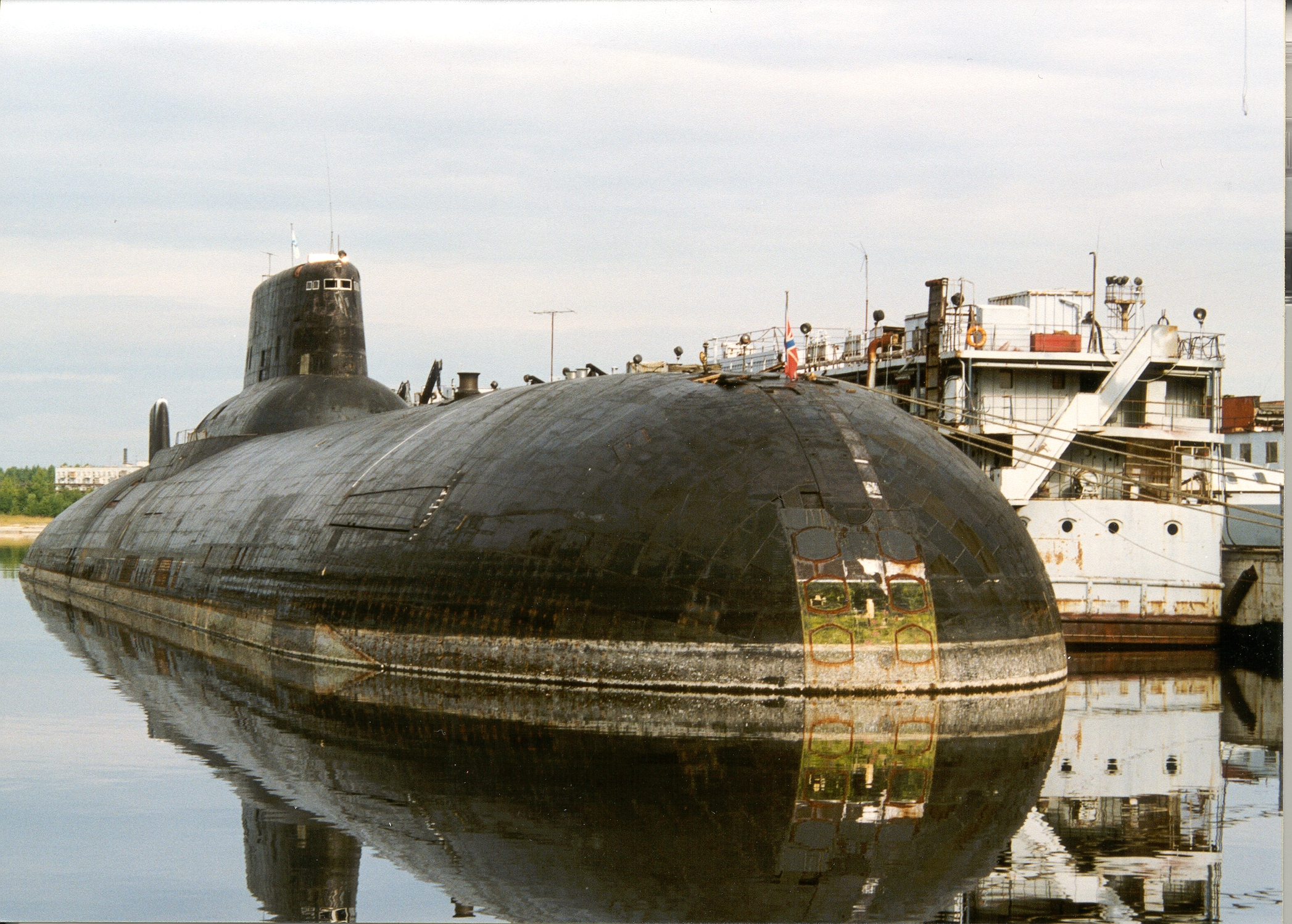
TK-202 erwartet im Jahr 1999 seine Verschrottung. Ohne das Gewicht der Raketen und mit leeren Ballasttanks liegt sie hoch im Wasser und die Klappen aller sechs Torpedorohre sind zu sehen.

Die Sowjetunion baute sechs Boote des Projekts 941. Nach dem Zerfall der Sowjetunion war Russland nicht mehr in der Lage, die Kosten für den Unterhalt aller sechs Boote zu tragen und den noch nicht vollständig abgeschlossenen Aufbau der Logistik an Land zu beenden. Die Boote erhielten zunächst nur taktische Nummern als Bezeichnung, einige wurden jedoch im Verlauf ihrer Dienstzeit auch mit Namen versehen:

### TK-208Dmitri Donskoi
TK-208 wurde am 30. Juni 1976 auf Werft 402 in Sewerodwinsk auf Kiel gelegt und lief am 27. September 1979 vom Stapel. Nach umfangreichen Erprobungen wurde es am 29. Dezember 1981 in Dienst gestellt und im folgenden Jahr der Nordflotte zugeteilt.
Das Boot führte vom Dezember 1983 bis zum April 1984 eine 121-tägige ununterbrochene Tauchfahrt durch. Das Boot selbst wurde – gemäß den Gepflogenheiten in der sowjetischen und russischen Marine – für die Leistung ausgezeichnet, der Kommandant zum Held der Sowjetunion ernannt.
TK-208 wurde 1989 zur Umrüstung auf die neue RSM-56-Bulawa-Rakete in die Werft berufen. Als Folge von Finanzierungslücken wurde der Umbau unterbrochen und das Boot erst 1996 zur Fortsetzung der Arbeiten bei Sewmasch eingedockt. Am 7. Oktober 2000 erhielt es auf Anregung der Verwaltung von Tula den Ehrennamen Dmitri Donskoi. Am 26. Juni 2002 war der Umbau abgeschlossen und TK-208 gehörte damit zum Projekt 941-UM (russisch: 941УМ). Es führte bis 2010 zahlreiche Teststarts der neuen Rakete durch und befand sich währenddessen noch immer im Dienst der Nordflotte. Anlässlich einer Parade zum Tag der russischen Kriegsflotte in St. Petersburg am 30. Juli passierte TK-208 am 21. Juli 2017 die Brücke über den Großen Belt.
Anfang Februar 2023 wurde das Boot außer Dienst gestellt.

### TK-202
Das Boot wurde am 22. April 1978 in Sewerodwinsk auf Kiel gelegt und lief am 23. September 1982 vom Stapel. Nach seiner Indienststellung am 28. Dezember 1983 wurde es der Nordflotte zugeteilt. Nach mehreren Einsätzen wurde es am 28. März 1995 außer Dienst gestellt. Mit internationaler Unterstützung wurde 1999 die Verschrottung von TK-202 vereinbart und das Boot im Jahr 2005 abgewrackt. Die versiegelte Reaktorabteilung wurde in eine Dauerlagereinrichtung der Marine geschleppt.

### TK-12Simbirsk
TK-12 wurde am 19. April 1980 in Sewerodwinsk auf Kiel gelegt und lief am 17. Dezember 1983 vom Stapel. Im folgenden Jahr wurde das Boot ausgerüstet und erprobt, bevor es am 26. Dezember 1984 in den Dienst der Nordflotte gestellt wurde. Im Herbst 1987 durchbrach es die Eisdecke am Nordpol und startete im Rahmen einer Übung zwei R-39-Interkontinentalraketen, von denen jedoch eine vorzeitig explodierte. 1991 bis 1992 wurde TK-12 zur Überholung eingedockt. Das Boot führte im Anschluss mehrere Patrouillen durch, wurde aber 1996 in die Reserve versetzt. Im November 2001 erhielt es den Ehrennamen Simbirsk, 2005 wurde seine Verschrottung im Zuge internationaler Verträge beschlossen. Das Boot wurde am 21. November 2006 zur Zerlegung eingedockt und verschrottet.

### TK-13
TK-13 wurde am 23. Februar 1982 in Sewerodwinsk auf Kiel gelegt und lief am 30. April 1985 vom Stapel. Im Februar 1986 wurde das Boot der 18. Division der Nordflotte zugeteilt. Es führte in den nächsten Jahren mehrere Patrouillen durch und wurde 1987 vom Generalsekretär der KPdSU Michail Gorbatschow besucht. Nach weiteren Einsätzen wurde es 1997 außer Dienst gestellt. 2009 wurde das Boot TK-13 abgewrackt.

### TK-17Archangelsk
TK-17 wurde am 9. August 1983 in Sewerodwinsk auf Kiel gelegt und lief am 12. September 1986 vom Stapel. Während seines Dienstes in der Nordflotte wurde es am 27. September 1991 beschädigt, als während einer Ausbildungsfahrt im Weißen Meer die Antriebssektion einer R-39-Rakete in ihrem Silo explodierte. Nach Reparaturen nahm es seinen Dienst wieder auf. 2002 wurde es erneut zur Überholung eingedockt und am 18. November auf den Namen Archangelsk getauft. Nach weiteren Einsätzen sollte es für den moderneren Raketenkomplex RSM-52 umgebaut werden, jedoch verzögerte sich diese Maßnahme und ist bis heute nicht umgesetzt. Vertreter der Marine und der Firma Sewerstal befürworten die Umrüstung, während andere die Verschrottung des Bootes für die beste Lösung halten. TK-17 verbleibt damit im Dienst der Flotte, obwohl seine volle Einsatzfähigkeit als Folge der fehlenden Raketenbewaffnung nicht gegeben ist und die Besatzung abgezogen wurde. Am 25. Mai 2013 wurde berichtet, dass nach inoffiziellen Angaben noch im Jahr 2013 TK-17 Archangelsk ebenso wie Boot TK-20 Sewerstal ausgemustert und bis 2018, spätestens 2020, verschrottet werden soll.

### TK-20Sewerstal
TK-20 wurde am 27. August 1985 in Sewerodwinsk auf Kiel gelegt und lief am 11. April 1989 vom Stapel. Anschließend wurde es nach Erprobungen der Nordflotte zugewiesen. Es führte zahlreiche Patrouillen durch und startete am 25. August 1995 eine Interkontinentalrakete vom Nordpol aus in Richtung eines Testgeländes. Am 31. Mai 2000 wurde ein Vertrag zwischen dem Verteidigungsministerium und der Firmenleitung des Konzerns Severstal unterzeichnet, wonach letzterer das Patronat über das Boot übernimmt, das im Gegenzug den Firmennamen als Schiffsnamen trägt. An der Basis der Turmfront von TK-20 ist zudem das Logo des Unternehmens – ein stilisierter Gussbehälter, aus dem Stahl fließt – angebracht. Wie sein Schwesterboot TK-17 trägt es derzeit keine Raketenbewaffnung. Am 25. Mai 2013 wurde berichtet, dass nach inoffiziellen Angaben noch im Jahr 2013 TK-20 Sewerstal so wie sein Schwesterboot ausgemustert und bis 2018, spätestens 2020, verschrottet werden soll.

## Politische Auswirkungen

### Abrüstungsverträge

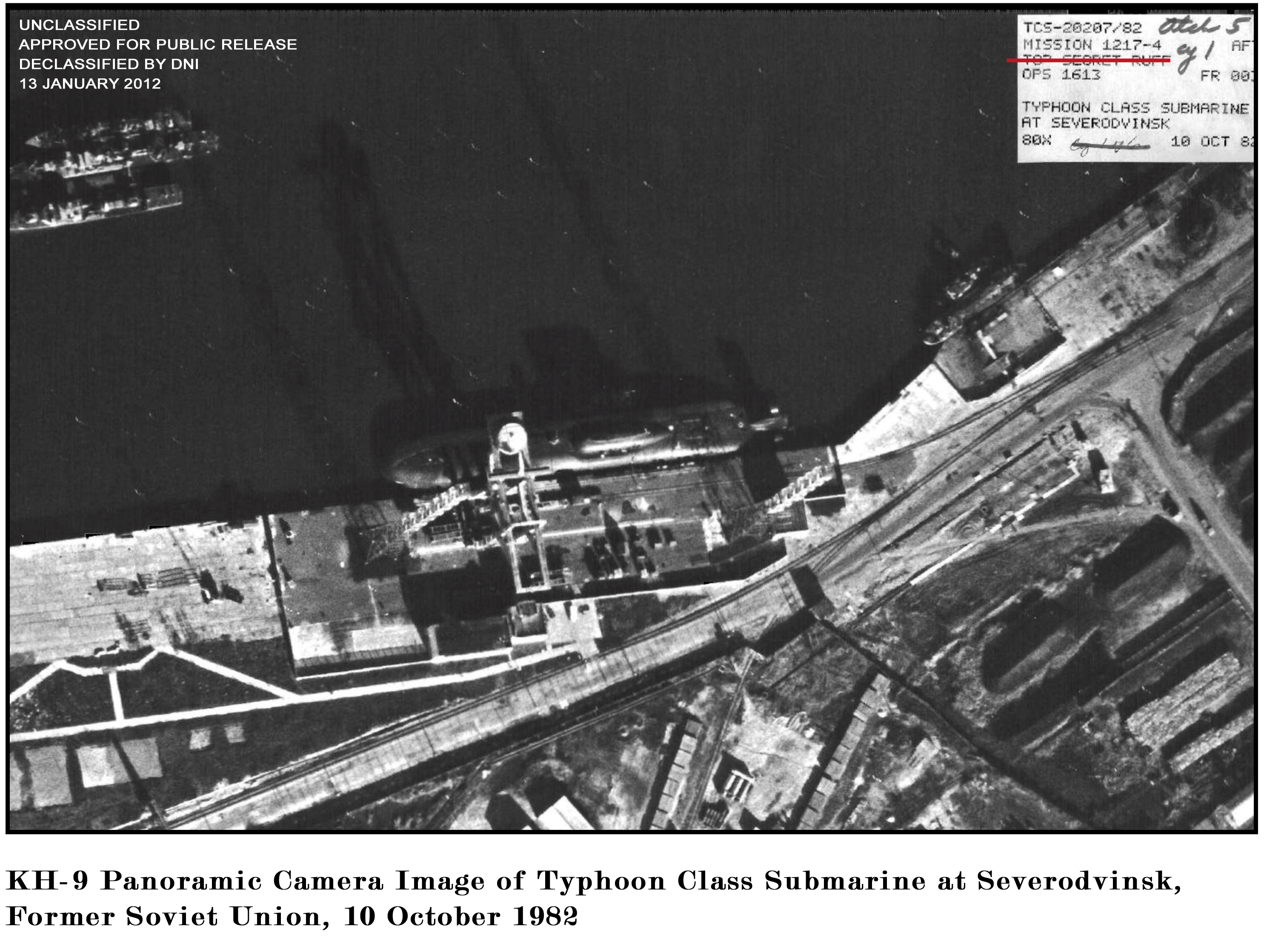
Ein Projekt-941-Boot im Kalten Krieg 1982 am Kai in Sewerodwinsk. Das Foto wurde von einem US-amerikanischen KH-9-Hexagon-Spionagesatelliten aufgenommen.

Projekt 941 erwies sich mit seiner Konzentration an Feuerkraft als enorme Belastung für die Sowjetunion in den Abrüstungsgesprächen der 1990er-Jahre. Die Verträge zur Verringerung strategischer Waffen beschränkten die Zahl von Sprengköpfen, welche die Sowjetunion und ihr Nachfolger Russland auf Interkontinentalraketen einsatzbereit halten durften. 4900 dieser Mehrfachsprengköpfe wurden der UdSSR zugestanden, davon entfielen 3300 auf landgestützte Raketen. Mit sechs Projekt-941-Booten waren allein 1200 seegestützte Sprengköpfe gebunden – nur sechs der neuen Projekt-667-BDRM-U-Boote wären so erlaubt gewesen. 51 sowjetische U-Boote der Projekte 667A, 667B, 667BD und 667BDR, die noch im Dienst der sowjetischen Marine standen, hätten vor dem Ablauf der vertraglich vereinbarten Fristen verschrottet oder unbrauchbar gemacht werden müssen. Nur eine vertraglich zugesicherte Reduzierung der Sprengköpfe der Raketen auf U-Booten machte es möglich, die Zahl der U-Boote im Einsatz zu erhöhen und mit elf Projekt-667-BDR-Booten aufzustocken. Auf Projekt 941 durften so nur noch acht Sprengköpfe pro R-39-Rakete mitgeführt werden.

### Im Kalten Krieg
Entsprechend konservativer Ansichten ist die Aufgabe von U-Booten mit ballistischen Raketen die Sicherstellung der Zweit- beziehungsweise Vergeltungsschlagsfähigkeit eines Landes in einem Atomkrieg. Westliche Analysten vermuteten jedoch schon sehr früh, dass Projekt 941 für den Einsatz als Erstschlagswaffe und damit für die Zerstörung des gegnerischen Nuklearwaffenpotentials vor dessen Einsatz (auch „counter force operation“) vorgesehen war. Sie schlossen dies aus der Kombination von Anzahl und Reichweite der Raketen in Relation zur Fähigkeit, arktisches Eis zu durchbrechen. Letzteres wäre bei der Reichweite der Raketen nicht mehr notwendig gewesen, um die Vereinigten Staaten zu treffen, da dies auch aus den Heimatgewässern der U-Boote möglich war. Ein Artikel von Vizeadmiral K. Stablo der sowjetischen Marine, veröffentlicht in der sowjetischen Militärzeitschrift Roter Stern im August 1981, in dem er den Vereinigten Staaten vorwarf, den Einsatz ihrer Boote zum Erstschlag zu planen, wurde als Bestätigung einer entsprechenden Doktrin der sowjetischen Marine gewertet.
So schrieb der US-amerikanische Marineanalytiker James M. McConnell bereits im März 1982 als Reaktion auf den sowjetischen Artikel:

“It strongly implies […] that their SSBNs have a strategic counterforce role over and above that assigned them in the past. […] In this connection, attention is aroused by a recent press report crediting the new Soviet Typhoon-class SSBN, now undergoing sea trials, with the capability of pushing up through the Arctic ice cover and launching its missiles against military targets in the U.S. from a range several thousand miles shorter than presently expected.”

„Das beinhaltet nachdrücklich […], dass ihre U-Boote mit ballistischen Raketen die Aufgaben einer Erstschlagswaffe haben und sie darüber hinaus schon in der Vergangenheit hatten. […] In diesem Zusammenhang wurde [unsere] Aufmerksamkeit durch einen kürzlichen Pressebericht geweckt, der dem sowjetischen Typhoon-Klasse-U-Boot, im Moment in der Erprobung, die Fähigkeit zuschreibt, die arktische Eisdecke zu durchbrechen und seine Raketen gegen militärische Ziele in den Vereinigten Staaten aus einer Entfernung zu starten, die viele tausend Meilen kürzer ist als derzeit angenommen.“

### Konflikt um die Arktis
Mit dem Wiedererstarken Russlands und dem Konflikt um den politischen Status der Arktis und damit die dortigen Rohstoffvorkommen wurde Projekt 941 eingesetzt, um den russischen Ansprüchen Nachdruck zu verleihen. Nach einer Rede von Konteradmiral Waleri Aleksin im Sommer 1995, in der er verkündete, dass wer die Arktis kontrolliere, die Welt kontrolliere, durchbrach TK-20 am 25. August die Eisdecke am geografischen Nordpol und startete eine R-39-Rakete mit zehn Übungssprengköpfen in Richtung eines russischen Testgeländes.

## Transport-U-Boot
Nachdem sich abgezeichnet hatte, dass Projekt 941 mittelfristig von Projekt 955 abgelöst werden sollte, begann man auch über alternative Verwendungsmöglichkeiten nachzudenken. Um bei der Ausbeutung von Rohstoffvorkommen in der Arktis – unabhängig von Störungen durch Eis – Produkte der Firma Norilsk Nickel transportieren zu können, erwog das Unternehmen, die U-Boote zu Transportschiffen umzubauen. An Stelle der Raketenschächte plante das Rubin-Entwicklungsbüro Laderäume für bis zu 15.000 Tonnen Ladung pro U-Boot ein, sah Ladeluken an den Schiffsseiten vor, um das Be- und Entladen zu beschleunigen und gab den Booten einen soliden Eisbrecherbug, für den das Sonar verlegt und die Torpedorohre entfernt wurden. Die Transportzeit hätte sich – im Gegensatz zu Frachtschiffen, die dort nur in Begleitung von Eisbrechern fahren können – um 50 bis 65 % verkürzt. Das Programm wurde schließlich vom Verteidigungsministerium der Russischen Föderation als „unangemessen“ abgelehnt und wäre letztlich auch zu teuer gewesen.

## Fiktion
Einer breiten Öffentlichkeit im Westen wurde Projekt 941 unter seiner NATO-Bezeichnung „Typhoon-Klasse“ erst durch das Buch Jagd auf Roter Oktober von Tom Clancy aus dem Jahr 1984 und den gleichnamigen Film mit Sean Connery und Alec Baldwin aus dem Jahre 1990 bekannt.

## In den Medien
2001 durfte erstmals ein Fernsehteam an einer Patrouillenfahrt der TK-20 Sewerstal teilnehmen. Die Dokumentation von Witali Fedko und Ludmila Nasaruch wurde vom ZDF unter dem Titel Auf unsichtbarer Mission – unterwegs mit dem größten U-Boot der Welt ausgestrahlt.
Der Fernsehsender National Geographic produzierte im Rahmen seiner Serie Break it down im Jahr 2008 eine Dokumentation über die Verschrottung von TK-13.
Die TK-17 Archangelsk kam in die Medien, als sie 2002 bei einem Manöver der Nordflotte mit Präsident Putin an Bord zwei RSM-52-Raketen startete. Die Anwesenheit Putins brachte dem Boot in der russischen Marine den Spitznamen „Yacht des Oberbefehlshabers“ ein. Die Boote galten in der russischen Seekriegsflotte als Vorzeigeobjekte und wurden als Imageträger für die Werbung um neues Personal eingesetzt.